# Alfred Mahy
Alfred-Frederic Mahy (Schaarbeek, 4 juli 1883 – Brussel, 7 juli 1964) was een Belgisch componist, muziekpedagoog en dirigent. Hij was de vierde zoon van het echtpaar Henri Désiré Théophile Mahy en Marie-Joséphine Wagemans en gebruikte soms het pseudoniem: Fredami.

## Levensloop
Mahy studeerde muziek aan het Koninklijk Conservatorium te Brussel onder andere bij Edgar Tinel (contrapunt), Edouard Samuel (fuga), Paul Gilson (compositie) en Alphonse Mailly (orgel). Na het behalen van het diploma als militaire kapelmeester in 1907 werd hij dirigent bij verschillende militaire muziekkorpsen onder andere het Muziekkorps van het 1e Regiment Carabiniers (1910-1928). Later was hij ere-dirigent van deze muziekkapel. In 1909 kreeg hij een eervolle vermelding (3e prijs) op het concours van de Prijs van Rome en in 1913 won hij de tweede prijs.
Mahy was docent en later professor in de harmonieleer aan het Koninklijk Conservatorium Luik en aan het Koninklijk Conservatorium te Brussel. Tot zijn leerlingen behoorden de Frans-Corsicaanse sopraan Martha Angelici (1907-1973), de Belgische mezzosopraan Yetty Martens (1915-2004) en de Belgische dirigent Arthur Heldenberg. Mahy was van 1925 tot 1951 directeur van de Muziekacademie van Schaarbeek (L'Académie Intercommunale de Musique et des Arts de la parole de Saint-Josse-ten-Noode, Schaerbeek).
Hij was ook werkzaam voor de amateuristische muziekbeoefening onder andere als dirigent van de Koninklijke Fanfare "Sint-Cecilia", Londerzeel (Centrum) en de Fanfare ouvriere "L'Avenir".
Als componist schreef hij vooral werken voor harmonie- en fanfareorkest.

## Composities

### Werken voor orkest
- 1911 Tycho Brahe
- Elégie pour la mort d'un héros
- Gavotte directoire - intermède, voor kamerorkest
- Marine
- Prélude pour Hamlet
- Scherzo symphonique

### Werken voor harmonie- en fanfareorkest
- 1956 Orestes, ouverture
- Alméria; vision d'Espagne
- Cérès, ouverture
- Córtège héroique
- Gavotte directoire
- Grande marche jubilaire
- Le Royal Vainqueur
- Les Diables Noirs (marche militaire)
- Marche du 7e Régiment de Ligne Belge
- Marche du 11e Régiment de Ligne
- Mars van het 1e Regiment Karabiniers Wielrijders[1]

### Muziektheater

#### Toneelmuziek
- La Nuit - tekst: L. Timmermans

### Vocale muziek

#### Cantates
- 1909 La légende de Saint Hubert, cantate
- 1913 Les Fiancées de Noël, cantate - tekst: F. Bodson
- Andromède, cantate
- Comala, cantate

#### Werken voor koor
- Drie vrienden, voor kinderstemmen en orkest
- Ik had in mijne dromen, voor kinder- of vrouwenkoor

### Kamermuziek
- 1931 Alméria; vision d'Espagne, voor viool en piano
- 1942 Pièce Romantique, voor koperblaasinstrument (trompet of andere) en piano
- 1961 Solo de concert, voor trombone (of tuba, of bariton, of eufonium) en piano
- 1962 Serenade, voor klarinet en piano
- 1962 Bourrée cadenze e finale, voor sopraan- of tenorsaxofoon en piano
- 1963 Le Chant des Veneurs, duet voor twee hoorns en piano
- Aubade, voor altsaxofoon en piano
- Cantilene, voor altsaxofoon en piano
- Egloque, voor dwarsfluit (of viool) en piano
- Poème, voor klarinet en piano